# Iowa Corn Indy 250 2007
Iowa Corn Indy 250 2007 var den åttonde deltävlingen i IndyCar Series 2007. Racet kördes den 24 juni på den nybyggda Iowa Speedway, med Dario Franchitti som vinnare. Med vinsten skaffade sig Franchitti ett signifikativt grepp om mästerskapet, sedan övriga titelaspiranter haft mindre lyckade dagar.

## Slutresultat
| Plats | Förare            | Team                     | Grid | Kvaltid |
| ----- | ----------------- | ------------------------ | ---- | ------- |
| 1     | Dario Franchitti  | Andretti Green Racing    | 3    | 17,679  |
| 2     | Marco Andretti    | Andretti Green Racing    | 12   | 17,787  |
| 3     | Scott Sharp       | Rahal Letterman Racing   | 4    | 17,711  |
| 4     | Buddy Rice        | Dreyer & Reinbold Racing | 17   | 18,001  |
| 5     | Darren Manning    | A.J. Foyt Enterprises    | 15   | 17,819  |
| 6     | Ed Carpenter      | Vision Racing            | 5    | 17,718  |
| 7     | Sarah Fisher      | Dreyer & Reinbold Racing | 18   | 18,016  |
| 8     | Hélio Castroneves | Team Penske              | 2    | 17,657  |
| 9     | Vitor Meira       | Panther Racing           | 13   | 17,793  |
| 10    | Scott Dixon       | Chip Ganassi Racing      | 1    | 17,648  |
| 11    | Dan Wheldon       | Chip Ganassi Racing      | 9    | 17,731  |
| 12    | A.J. Foyt IV      | Vision Racing            | 10   | 17,762  |
| 13    | Danica Patrick    | Andretti Green Racing    | 11   | 17,783  |
| 14    | Sam Hornish Jr.   | Team Penske              | 8    | 17,731  |
| 15    | Kosuke Matsuura   | Panther Racing           | 16   | 17,858  |
| 16    | Tony Kanaan       | Andretti Green Racing    | 7    | 17,730  |
| 17    | Jeff Simmons      | Rahal Letterman Racing   | 6    | 17,729  |
| 18    | Milka Duno        | SAMAX Motorsport         | 19   | 18,367  |
| 19    | Tomas Scheckter   | Vision Racing            | 14   | 17,801  |